# Zelotes fratris
Zelotes fratris este o specie de păianjeni din genul Zelotes, familia Gnaphosidae, descrisă de Chamberlin în anul 1920. Conform Catalogue of Life specia Zelotes fratris nu are subspecii cunoscute.